# لاریسا لاکوستا
لاریسا لاکوستا (به انگلیسی: Larisa Lăcustă) (زادهٔ ۲۴ اکتبر ۱۹۷۹) شناگر اهل رومانی است.